# Martina Berta
Martina Berta (Turín, 25 de marzo de 1998) es una deportista italiana que compite en ciclismo de montaña en la disciplina de campo a través.
Ganó tres medallas en el Campeonato Mundial de Ciclismo de Montaña, en los años 2022 y 2024, y tres medallas en el Campeonato Europeo de Ciclismo de Montaña entre los años 2019 y 2025.

## Medallero internacional
| Campeonato Mundial | Campeonato Mundial     | Campeonato Mundial | Campeonato Mundial         |
| Año                | Lugar                  | Medalla            | Competición                |
| ------------------ | ---------------------- | ------------------ | -------------------------- |
| 2022               | Les Gets (Francia)     | Medalla de plata   | Campo a través por relevos |
| 2024               | Pal Arinsal (Andorra)  | Medalla de bronce  | Campo a través             |
| 2024               | Pal Arinsal (Andorra)  | Medalla de bronce  | Campo a través por relevos |
| Campeonato Europeo |                        |                    |                            |
| Año                | Lugar                  | Medalla            | Competición                |
| 2019               | Brno (República Checa) | Medalla de plata   | Campo a través por relevos |
| 2021               | Novi Sad (Serbia)      | Medalla de oro     | Campo a través por relevos |
| 2025               | Melgaço (Portugal)     | Medalla de oro     | Campo a través por relevos |